# La Femme aux cheveux rouges (film, 1932)
Pour les articles homonymes, voir La Femme aux cheveux rouges.
Pour plus de détails, voir Fiche technique et Distribution.
La Femme aux cheveux rouges (Red-Headed Woman) est un film américain en noir et blanc réalisé par Jack Conway, sorti en 1932.

## Synopsis
Lillian est une jeune femme qui ne cache pas ses ambitions ; elle veut s’élever dans la société en se servant de ses charmes. Elle profite de l'absence momentanée de la femme de Willie, son patron, pour pénétrer chez lui sous prétexte de lui apporter son courrier. Elle lui fait des avances non dissimulées, qu'il commence par repousser, mais Lillian y met tant de conviction qu'il finit par céder. Irene, la femme de Willie, rentre plus tôt que prévu et ne peut que constater la présence non innocente du couple. Après une période de crise Willie et Irene se réconcilient, le père de Willie offre de l'argent à Lillian pour qu'elle quitte la ville, ce qu'elle refuse et elle continue de harceler Willie, dont la résistance finit par céder. Willie divorce et se remarie avec Lillian.
Lillian mène alors grand train, mais n'est pas acceptée dans la société. Elle profite alors du passage de Gaerste, un grand patron minier réputé puritain pour le courtiser, et le manipule afin qu'il se rende avec toutes ses relations à une fête donnée chez elle. La fête a donc lieu, mais sa coiffeuse lui fait part des propos malveillants que les invités ont proféré à son égard. Pire : en sortant, tous les invités se sont précipités chez Irene, l'ex-femme de Willie. Humiliée, Lillian invective le petit groupe et pointe son hypocrisie.
Elle part pour New-York rejoindre Gaerste, qui la comble de cadeaux et lui promet le mariage. Pendant ce temps, le père de Willie, jouant les redresseurs de torts, engage un détective privé pour suivre Lillian. Quelque temps après, Willie se rend chez Gaerste et lui montre des photos où l'on voit Lillian en compagnie d'Albert, son chauffeur, dans des positions explicites. Albert est congédié et Lillian chassée. Celle-ci veut rejoindre Willie mais constate qu'il s'est réconcilié avec Irene. Folle de rage, elle lui tire dessus et le blesse. Willie s'en remet mais ne porte pas plainte contre Lillian.
La dernière scène se passe à Paris sur un champ de courses. Willie est dans les tribunes avec Irene, il prend ses jumelles et voit la coupe remise au propriétaire du cheval, qui n'est autre que Lillian. Elle monte ensuite dans un calèche accompagnée d'un haut personnage âgé, la voiture démarre, Albert est au volant…

## Fiche technique
- Titre : La Femme aux cheveux rouges
- Titre original : Red-Headed Woman
- Réalisation : Jack Conway
- Scénario : Anita Loos et F. Scott Fitzgerald (non crédité)
  - d'après le roman de Katharine Brush (en) (1931)
- Photographie : Harold Rosson
- Direction artistique : Cedric Gibbons
- Costumes : Adrian
- Montage : Blanche Sewell
- Production : Albert Lewin et Irving Thalberg (non crédités)
- Société de production et de distribution : Metro-Goldwyn-Mayer
- Pays de production :  États-Unis
- Langue originale : anglais américain
- Format : noir et blanc — son : mono (Western Electric Sound System)
- Genre : comédie romantique
- Durée : 79 minutes
- Dates de sortie :
  - États-Unis : 25 juin 1932
  - France : 4 janvier 1935

## Distribution
- Jean Harlow : Lillian 'Lil' / 'Red' Andrews Legendre
- Chester Morris : William 'Bill' / 'Willie' Legendre Jr.
- Lewis Stone : William 'Will' Legendre Sr.
- Leila Hyams : Irene 'Rene' Legendre
- Una Merkel : Sally
- Henry Stephenson : Charles B. 'Charlie' / 'C.B.' Gaerste
- May Robson : tante Jane
- Charles Boyer : Albert
- Harvey Clark : oncle Fred

Acteurs non crédités
- Ed Brady : un homme devant la salle de billard
- Wilfrid North : le juge préposé aux divorces

## Censure
Dans le film, le personnage incarné par Jean Harlow brise un mariage, a de multiples liaisons, a des relations sexuelles avant le mariage, et tente de tuer un homme. 
Avant la sortie du film, le producteur Irving Thalberg a travaillé avec le bureau de censure Hays (code Hays) pour obtenir son approbation. Plusieurs scènes dans lesquelles Jean Harlow était partiellement déshabillée ou faisait des avances sexuelles évidentes, posaient problème. Thalberg a finalement accepté dix-sept coupures de séquences. 
Malgré l'approbation du code Hays (créé en 1930, il sera appliqué de façon stricte à partir de 1934), plusieurs commissions de censure étatiques et locales aux États-Unis et au Canada, ont exigé des coupes supplémentaires avant que le film ne soit distribué. Le Massachusetts et la Pennsylvanie ont coupé la plupart des scènes de la romance de Lil avec Albert tandis que l'Ohio a coupé toute la fin du film. L'Angleterre a complètement interdit le film jusqu'en 1965, mais il a été rapporté que la famille royale possédait sa propre copie personnelle pour les invités.